# Gaussia maya
Gaussia maya är en enhjärtbladig växtart som först beskrevs av Orator Fuller Cook, och fick sitt nu gällande namn av H.J.Quero och Robert William Read. Gaussia maya ingår i släktet Gaussia och familjen Arecaceae. Inga underarter finns listade i Catalogue of Life.

## Bildgalleri

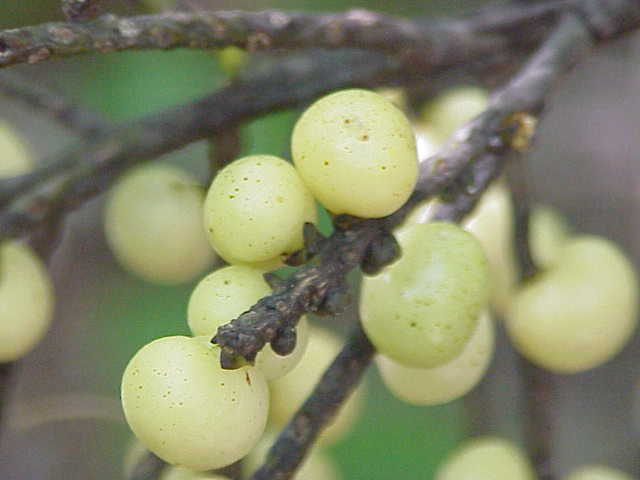
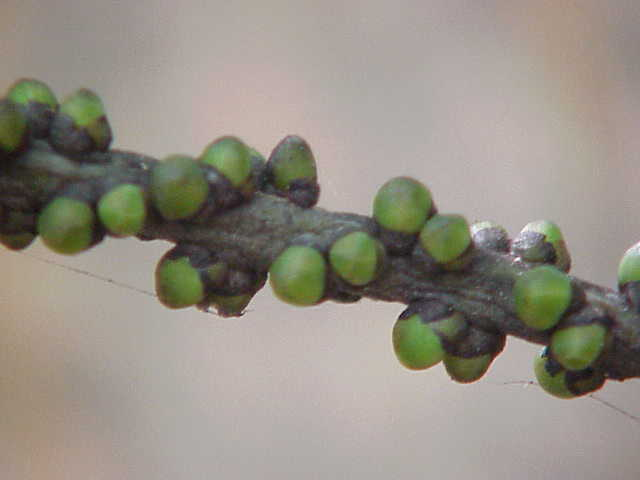
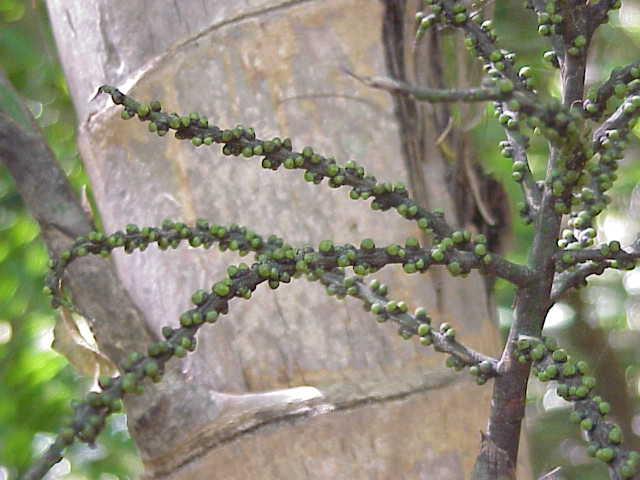
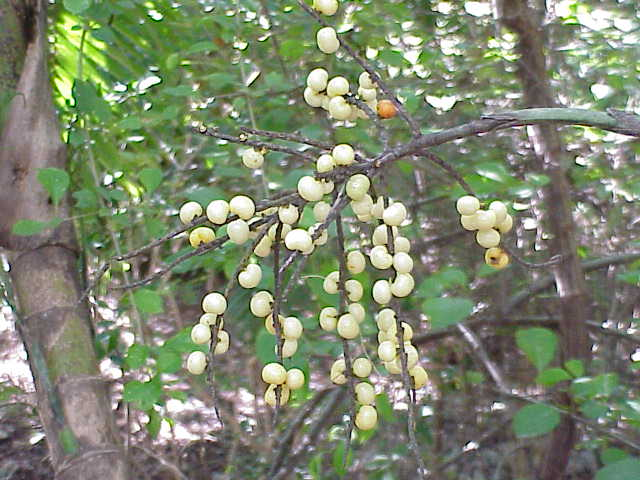
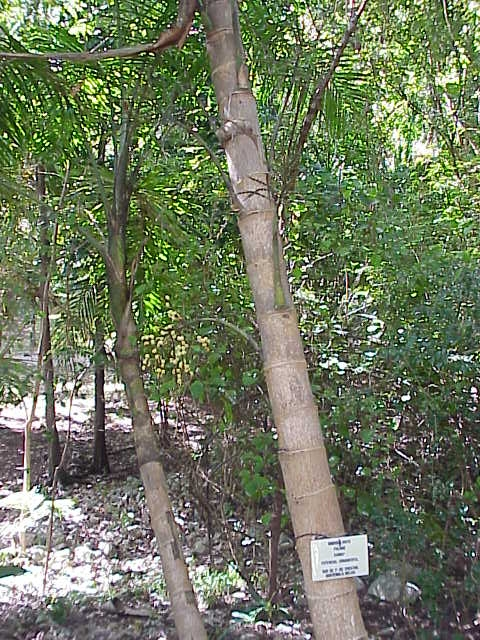
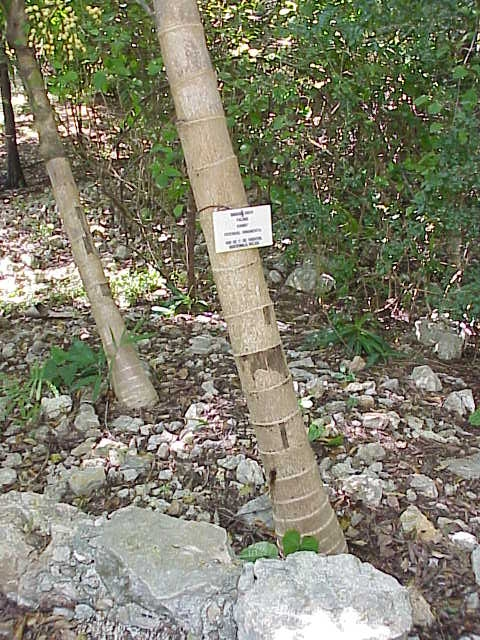